# Ozultetla
Ozultetla är en ort i Mexiko.   Den ligger i kommunen Zontecomatlán de López y Fuentes och delstaten Veracruz, i den sydöstra delen av landet, 170 km nordost om huvudstaden Mexico City. Ozultetla ligger 865 meter över havet och antalet invånare är 152.
Terrängen runt Ozultetla är kuperad åt nordost, men åt sydväst är den bergig. Runt Ozultetla är det ganska glesbefolkat, med 36 invånare per kvadratkilometer. Närmaste större samhälle är Xochiatipan de Castillo, 11,6 km nordost om Ozultetla. I omgivningarna runt Ozultetla växer huvudsakligen savannskog.